# Messatoporus variegatus
Messatoporus variegatus is een insect dat behoort tot de orde der vliesvleugeligen (Hymenoptera) en de familie van de gewone sluipwespen (Ichneumonidae). De wetenschappelijke naam van de soort werd voor het eerst geldig gepubliceerd door Győző Szépligeti in 1916.

## Synoniemen
- Messatoporus tricolor (Szépligeti, 1916)[1]